# Tbiliský emirát
Tbiliský emirát (arabsky إمارة تفليسي‎, Imārat Tiflisi, gruzínsky თბილისის საამირო, tbilisis saamiro) bylo východogruzínské území kontrolované arabskými emíry. Hlavním městem emirátu bylo Tbilisi (arabsky al-Tefelis). Existoval od roku 736 do 1080.
Arabové se objevili poprvé v Kartli – Gruzii (tehdy právě zrušené království Ibérie) už v roce 645. V roce 653 vládl v Tbilisi první emír, ale vytvořit stabilní islámskou vládu potvrzenou bagdádským chalífou se zde povedlo až roku 736. Za arabské vlády se z malého městečka povedlo emírům vytvořit centrum obchodu mezi islámským světem a křesťanskou severní Evropou. Kromě toho město sloužilo jako opěrný bod pro případná tažení proti Byzanci nebo Chazarům. Vyrostla tedy dvojitá opevnění s třemi mohutnými městskými branami a město se rozšířilo na obě strany řeky Kury. Kromě opevnění vybudovali v Tbilisi arabští architekti několik lázní a vyměnili dřevo za kámen jako hlavní stavební materiál. Do poloviny 9. století se Tbilisi stalo druhým největším městem na Kavkazu (Hned za Derbentem) s minimálně 50 tisíci obyvateli. Obyvatelstvo Tbilisi bylo převážně islamizováno, zatímco v okolí města si Gruzínci ponechali křesťanské vyznání.
V roce 813 začal po zničení Bagdádu Arabský chalífát slábnout a jednotliví emírové ve všech emirátech začali toužit po nezávislosti, Tbilisi nevyjímaje. Od této doby začal na emirát dorážet nový mocný rod Bagrationi, kterým se již povedlo osvobodit jiné provincie od arabské nadvlády. Nicméně za vlády Is’haka bin Ismaila bin Šuaba (833–853) byl emirát dost silný na to, aby útoky Gruzínců odrazil. Is’hak však přestal platit tribut do Bagdádu a vyhlásil nezávislost na Chalífátu. Jenže chalífa Al-Mutawakkil z Baghdádu vyslal v roce 853 na emíra z Tbilisi vojsko, aby potlačil emírovu vzpouru. Vojsko pod vedením Bugha al-Kabira dorazilo, porazilo stráže, vypálilo Tbilisi do základů a emíra As’haka popravilo, čímž ukončili snahu muslimských Gruzínců vytvořit na Kavkazu nezávislý islámský stát. Chalífa se rozhodl nevybudovat znovu Tbilisi do velikosti, jakou měla do teď, což mělo za následek úpadek prestiže, vlivu a moci muslimů v Gruzii.
Kolem roku 1020 začali gruzínští králové opět útočit na Tbilisský emirát a pomalu se připojujíce okolní tbiliské provincie k sjednocující se Gruzii přibližovali k Tbilisi. Jejich snaha však byla zmařena v letech 1070 až 1080, když se museli bránit vpádu Seldžuckých Turků a plán na dobývání Tbilisi se tak na téměř 50 let odložil. V roce 1080 emirát vlastně přestal existovat, neboť posledního emíra nahradili obchodničtí oligarchové, kterým místní gruzínci říkali tbileli berebi. Gruzínský král David IV. Budovatel nejprve porazil Turky, čímž oslabil vliv muslimů na Gruzii na minimum, pak v roce 1122 konečně dobyl Tbilisi a osvobodil ho z 400leté cizí nadvlády.

## Emírové
Šuabidští emírové z Tbilisi
- Ismail bin Šuab (první známý emír, do 813)
- Mohammed bin Atab (813–829)
- Ali bin Šuab (829–833)
- Is’hak bin Ismail bin Šuab (833–853)

Šajabanští emírové z Tbilisi
- Mohammed bin Chalil (853–870)
- Isa bin aš-Šajch aš-Šajban (870–876)
- Ibrahim (876–878)
- Gabulok (878–880)

Džaffaridští emírové z Tbilisi
- Džaffar I. bin Ali (880–914)
- Mansur bin Džaffar (914–952)
- Džaffar II. bin Mansur (952–981)
- Ali bin Džaffar (981–1032)
- Džaffar III. bin Ali (1032–1046)
- Mansur bin Džaffar (1046–1054)
- Abu’l-Haidža bin Džaffar (1054–1062) (poslední známý emír)